# Vinbergs kyrkby
Vinbergs kyrkby est une localité de Suède située dans la commune de Falkenberg du comté de Halland. Elle couvre une superficie de 0,64 km2. En 2010, elle compte 208 habitants.